# Przemysław Zygmunt Siwik
Przemysław Zygmunt Siwik (ur. 24 grudnia 1912 w Petersburgu – zm. w kwietniu 1940 w Charkowie) – polski architekt, więzień Starobielska.
Był synem znanego działacza socjalistycznego i spółdzielczego Bronisława Zygmunta i Stanisławy z Maśnych. Ukończył gimnazjum Ziemi Mazowieckiej w Warszawie (1930) i jako inżynier architekt, Wydział Architektury Politechniki Warszawskiej (1938). Podczas nauki szkolnej należał do 21 Warszawskiej Drużyny Harcerskiej, gdzie pełnił funkcję zastępowego. W trakcie studiów był prezesem centrali Akademickiego Związku Sportowego w Warszawie. Od 1938 pracował jako starszy asystent w Zakładzie Architektury Polskiej i Historii Sztuki, Wydziału Architektury Politechniki Warszawskiej. W tym samym roku wraz ze Zbigniewem Karpińskim i Romanem Sołtyńskim wykonał projekt rozplanowania komunikacyjnego portu lotniczego na Gocławiu w Warszawie za co otrzymał III nagrodę w Konkursie SARP. Członek Oddziału Warszawskiego Stowarzyszenia Architektów Polskich. Był członkiem grupy architektów Studium.
Był oficerem rezerwy WP, ukończył Szkołę Podchorążych Rezerwy Artylerii we Włodzimierzu Wołyńskim (1935). W 1937 mianowany podporucznikiem i przydzielony do 8 pułku artylerii lekkiej. Uczestniczył w kampanii wrześniowej jako d-ca plutonu w 33 dywizjonie artylerii lekkiej. Po dostaniu się do niewoli sowieckiej – był więźniem obozu w Starobielsku, został zamordowany w Charkowie.